# Ilumina Festival
O Ilumina Festival é um festival brasileiro anual de música de câmara. Nele, solistas profissionais de todo o mundo se reúnem em uma localidade isolada no interior do Brasil, onde convivem e colaboram com um grupo de jovens músicos brasileiros em início de carreira profissional.
Através de ensaios e oficinas, todos os músicos se preparam, juntos, para uma série de concertos abertos ao público e com entrada franca, destinados a trazer a música de câmara a novos públicos. Tanto os solistas quanto os participantes alimentam um ao outro, e a experiência fornece um considerável impulso profissional para a carreira dos participantes. 
O festival opera sem fins lucrativos e conta com doações, patrocínios e apoiadores para manter sua viabilidade financeira. 

## História
Fundado pela violista norte-americana Jennifer Stumm, a primeira edição do festival se
realizou no município de São Bento do Sapucaí em Janeiro de 2015.
Os solistas convidados para a primeira edição contavam com Cristian Budu, Joseph Conyers, Giovanni Gnocchi, Esther Hoppe e Alexandra Soumm.
Foram realizados concertos em São Bento do Sapucaí e Campos do Jordão, sendo
apresentadas obras de Anton Arensky, Heinrich Ignaz Franz Biber, Johannes Brahms, Gioachino Rossini, Franz Schubert, Dmitri Shostakovich, Ralph Vaughan Williams e Heitor
Villa-Lobos.
Formandos da primeira edição prosseguiram a novos trabalhos profissionais no ramo da música clássica, e foram aceitos em alguns dos mais prestigiosos conservatórios e institutos de ensino musical internacionais. 

## Edição 2016
A segunda edição do festival Ilumina aconteceu no Estado de São Paulo, de 2 a 10 de Janeiro de 2016, como programado. No total, 7 solistas internacionais e 20 jovens brasileiros participaram, 3 concertos foram apresentados, todos lotados, e centenas de pessoas tiveram acesso gratuito, muitos pela primeira vez, a música de câmara de padrão mundial. 
3 concertos foram realizados: O primeiro na Fazenda Serrinha, casa do festival em 2016, com um público incluindo a comunidade local e trabalhadores da própria fazenda e cercanias. O próximo na Igreja Matriz de Piracaia, cidade vizinha à Serrinha, novamente com um público local, que carece de acesso regular à música clássica.
A última apresentação foi um criou um dia inteiro de música clássica no MASP, incluindo o concerto de fechamento, eventos pop-up no vão livre, e até um concerto no meio da Avenida Paulista.
Todos os concertos tiveram entrada franca e capacidade lotada, com os ingresos para o concerto final se esgotando apenas uma hora após serem postos à disposição. O festival recebeu ampla cobertura dos meios de comunicação, incluindo a Rede Cultura, Globo e o Estado de S. Paulo.
Foram formadas parcerias com a Cultura Artística e a Minerva Foundation, e concertos beneficentes aconteceram em São Paulo e Londres, de modo a garantir a viabilidade financeira das operações. O festival foi entregue dentro do orçamento.
Formandos da segunda edição também foram subsequentemente aceitos em algumas das mais prestigiosas academias do mundo, como o Mozarteum Salzburg.

## Edição 2017
A terceira edição do festival ocorrerá de 02 a 15 de Janeiro.
O processo seletivo para os participantes estão abertas, e inscrições estão sendo recebidas online.

## Músicos
Solistas que participaram do festival incluem:
- Jennifer Stumm (EUA) – Viola e Direção Artística
- Cristian Budu (Brasil) – Piano
- Joseph Conyers (EUA) – Contrabaixo
- Giovanni Gnocchi (Itália) – Violoncelo
- Julia Gartemann (Alemanha) – Viola
- Esther Hoppe (Suíça) – Violino
- Tai Murray (EUA) – Violino
- Alexandra Soumm (França) – Violino